# أغداش (سميرم)
أغداش هي قرية في مقاطعة سميرم، إيران. يقدر عدد سكانها بـ 181 نسمة بحسب إحصاء 2016.